# Figlie di Nostra Signora delle Misericordie
Le Figlie di Nostra Signora delle Misericordie (in spagnolo Hijas de Nuestra Señora de las Misericordias; sigla H.M.) sono un istituto religioso femminile di diritto pontificio.

## Storia
La congregazione fu fondata l'11 ottobre 1951 a Santa Rosa de Osos dal vescovo del luogo, Miguel Ángel Builes Gómez.
A Santa Rosa de Osos esisteva un monumento dedicato a Nostra Signora delle Misericordie eretto dal vescovo Maximiliano Crespo Rivera in occasione dell'anno mariano 1919 e nel 1931 era stato solennemente inaugurato il culto di quella immagine; per onorare Maria sotto quel titolo, il vescovo Builes Gómez intraprese la costruzione di una chiesa e la fondazione di una comunità di suore catechiste, canonicamente eretta in congregazione religiosa il 30 gennaio 1955.

## Attività e diffusione
Le suore si dedicano alla catechesi tramite scuole e opere sociali.
Oltre che in Colombia, sono presenti in Argentina, Costa d'Avorio, Costa Rica, Ecuador, Guatemala, Italia, Panama e Perù; la sede generalizia è a Medellín.
Alla fine del 2015 l'istituto contava 128 religiose in 28 case.